# Урупское сельское поселение (Краснодарский край)
Урупское сельское поселение — муниципальное образование в Успенском районе Краснодарского края России.
В рамках административно-территориального устройства Краснодарского края ему соответствует Урупский сельский округ.
Административный центр — аул Урупский.

## География
Муниципальное образование расположено в южной части Успенского района Краснодарского края. В состав поселения входят два населённых пункта.
Площадь территории сельского поселения составляет — 74,41 км2.
Граничит с землями муниципальных образований: Успенское сельское поселение на севере, Трехсельское сельское поселение на юго-востоке, Советское сельское поселение на западе и с Заветным сельским округом города Армавир на северо-западе.
Урупское сельское поселение расположено зоне, переходной от равнинной в предгорную. Рельеф местности представляет собой в основном холмистую местность. Сельскохозяйственные территории в основном расположены на волнистых равнинах с пологим уклоном с юга на север. Территория населённых пунктов размещённых вдоль правого берега реки Уруп слабо изрезана. Средние высоты на территории сельского поселения составляют около300 метров над уровнем моря.
На территории муниципального образования развиты черноземы предкавказские и предгорные. В пойме рек пойменные луговые почвы.
Гидрографическая сеть представлена рекой Уруп.
Климат умеренно-тёплый. Среднегодовая температура воздуха положительная и составляет около +10,5°С. Средняя температура июля +23,0°С, средняя температура января –1,5°С. Среднегодовое количество осадков составляет около 650 мм в год. Основная их часть приходится на период с апреля по июнь.

## История
Урупский сельский совет был основан в 1920 году.
В 1924 году Урупский сельсовет был включён в состав новообразованного Успенского района Армавирского округа. Через год в состав Урупского сельсовета передан аул Коноковский.
В 1929 году при упразднении Успенского района сельсовет был передан в состав Армавирского района. В 1934 году возвращён в состав вновь воссозданного Успенского района.
В 1962 году Успенский район вновь был упразднён, а Урупский сельсовет был передан в состав Новокубанского района.
В 1975 году сельсовет вновь передан в состав восстановленного Успенского района.
В 1993 году Урупский сельсовет реорганизован и преобразован в Урупский сельский округ.
В 2005 году Урупский сельский округ был преобразован в Урупское сельское поселение.

## Население
| 2002  | 2010  | 2012  | 2013  | 2014  | 2015  | 2016  |
| ----- | ----- | ----- | ----- | ----- | ----- | ----- |
| 2237  | ↗2264 | ↘2250 | ↘2213 | ↘2190 | ↗2211 | ↗2242 |
| 2017  | 2018  | 2019  | 2020  | 2021  | 2023  |       |
| →2242 | ↗2251 | ↘2242 | ↘2236 | ↘2103 | ↘2083 |       |

Процент от населения района — 5.42 %
Плотность — 27.99 чел./км2

### Национальный состав
По данным Всероссийской переписи населения 2010 года:
| Народ   | Численность, чел. | Доля от всего населения, % |
| ------- | ----------------- | -------------------------- |
| черкесы | 2 195             | 97,0 %                     |
| другие  | 69                | 3,0 %                      |
| всего   | 2 264             | 100 %                      |

По данным Всероссийской переписи населения 2021 года:
| Народ             | Численность, чел. | Доля от всего населения, % |
| ----------------- | ----------------- | -------------------------- |
| черкесы           | 2 026             | 96,34 %                    |
| русские           | 30                | 1,43 %                     |
| другие/не указано | 47                | 2,23 %                     |
| всего             | 2 103             | 100,0 %                    |

## Населённые пункты
В состав сельского поселения (сельского округа) входят 2 населённых пункта:
| № | Населённый пункт | Тип населённого пункта | Население (чел.) | Доля от населения (%) |
| - | ---------------- | ---------------------- | ---------------- | --------------------- |
| 1 | Коноковский      | аул                    | ↗539             | 23,8 %                |
| 2 | Урупский         | аул                    | ↘1725            | 76,2 %                |

## Местное самоуправление
Администрация Урупского сельского поселения — аул Урупский, ул. Шовгенова, 31.
Структуру органов местного самоуправления сельского поселения составляют:
- Исполнительно-распорядительный орган — Местная администрация Урупского сельского поселения. Состоит из 8 человек.  
  - Глава администрации сельского поселения — Ионов Мухамед Даутович.
- Представительный орган — Совет местного самоуправления Урупского сельского поселения. Состоит из 15 депутатов, избираемых на 5 лет. 
  - Председатель Совета местного самоуправления сельского поселения — Машбашев Нальбий Махмудович.

## Экономика
Основной экономической специализацией муниципального образования является агропромышленный комплекс. Наибольшее развитие получили технические и зерновые культуры.